# Cyclosa morretes
Cyclosa morretes là một loài nhện trong họ Araneidae.
Loài này thuộc chi Cyclosa. Cyclosa morretes được Herbert Walter Levi miêu tả năm 1999.